# Windows-rendszermappa
A Windows rendszermappa informatikai kifejezés, a Microsoft Windows rendszer azon mappái minősülnek rendszermappának, melyek részei a Windows rendszernek.
Kevés kivétellel valamennyi rendszermappa a Windows könyvtárban helyezkedik el. (A %Windir% környezeti változó tartalmazza, hogy pontosan a számítógép melyik meghajtójának melyik könyvtára/mappája, például  C:\Windows ), vagyis ama meghajtó ama mappájában, ahová a Windows rendszert telepítették.
A rendszermappákra a jobb egérgombbal kattintva (jobbkezes beállítású egér esetén) a Tulajdonságok menüpont alatt be van jelölve a „Rendszer” fájlattribútum.